# Yang Dongliang

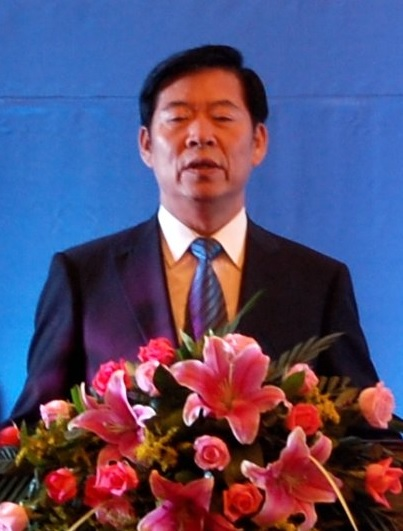
Yang Dongliang

Yang Dongliang (chinesisch 楊棟樑, Pinyin Yáng Dòngliáng; * Januar 1954, Kreis Qing, Provinz Hebei) ist ein ehemaliger chinesischer Politiker, der lange Zeit in der Stadt Tianjin tätig war. Im August 2015 wurde eine Untersuchung durch die Anti-Korruptionseinheit der Kommunistischen Partei Chinas, die Zentrale Disziplinarkommission, gegen ihn eingeleitet. Zuvor war er Direktor der staatlichen Verwaltung für Arbeitssicherheit und davor stellvertretender Bürgermeister von Tianjin.
Yang wurde 2012 Mitglied des Zentralkomitees der Kommunistischen Partei Chinas.

## Leben
Yang wurde im Dezember 1973 Mitglied der Kommunistischen Partei. Seit 1972 war er in der Ölindustrie in Hebei tätig. Er war der stellvertretende Parteisekretär der Firma von Juni 1983 bis September 1987.
Von September 1985 bis September 1987 studierte er in Peking Ingenieursverwaltung. Vom September 1995 bis Januar 1998 studierte er an der Zentralen Parteihochschule Wirtschaftspolitik.
Er war in verschiedenen staatlichen Betrieben der Stadt Tianjin tätig, bevor er im März 2001 stellvertretender Bürgermeister der Stadt wurde. Im Juni 2004 wurde er in dieser Position wiedergewählt.
Im Januar 2007 bekam er einen Doktortitel in Jura von der Chinesischen Universität für Politikwissenschaft und Recht. Im Mai 2012 wurde er zum Direktor der staatlichen Verwaltung für Arbeitssicherheit befördert.
Am 18. August 2015 – wenige Tage nach der Explosionskatastrophe von Tianjin – gab die Zentrale Disziplinarkommission der Kommunistischen Partei bekannt, dass eine Untersuchung gegen Yang wegen „schwerer Verstöße gegen Recht und Disziplin“ eingeleitet worden sei und er von seinen Aufgaben entbunden worden sei.